# نمس منطق
نمس منطق (Mungos mungo) ويعرف أيضاً بنمس ذو النطاق وهو نوع من النمس يتواجد في أواسط وجنوب قارة أفريقيا في حقول السافانا والغابات المفتوحة ويتغذى هناك على الخنافس والديدان يقوم هذا النمس بإتخاذ مباني النمل الأبيض كوكر له. يفضل هذا النمس العيش أمام الشمس وعلى شكل مستعمرات وتجمعات له مع عائلته وأقاربه. يبلغ طول النمس البالغ من 30 إلى 45 سم ويصل وزنه من 1.5 إلى 2.5 كغم.